# Ipoteze simplificatoare în rezistența materialelor
În rezistența materialelor, se adoptă o serie de ipoteze simplificatoare (sau ipoteze fundamentale) privind structura materială a corpului.

## Ipoteze simplificatoare

### Ipoteza mediilor continue
Se consideră că piesele ocupă întreg volumul cu materie, deci nu există discontinuități.

### Ipoteza izotropiei
Se consideră că materialele sunt izotrope (au proprietăți elastice identice în toate direcțiile)

### Ipoteza elasticității
În rezistența materialelor se consideră că până la o anume valoare a sarcinilor aplicate, materialele se comportă elastic.

### Ipoteza deformațiilor mici
- Dimensiunile corpurilor sunt foarte mari comparativ cu mărimea deformațiilor
- Se consideră că în urma deformării forțele nu-și modifică nici direcția nici punctul de aplicație

### Ipoteza proporționalității dintre tensiuni și deformări specifice
În rezistența materialelor se consideră că tensiunile sunt proporționale cu deformările specifice, prin urmare este valabilă Legea lui Hooke. Conform acestei ipoteze se poate aplica principiul suprapunerii efectelor: dacă asupra unui corp se aplică succesiv mai multe sisteme de forțe, atunci răspunsul corpului nu depinde de ordinea în care se aplică forțele.
Deformările produse de fiecare sistem de forțe se însumează algebric sau vectorial.

### Ipoteza luiBernoulli(sau a secțiunii plane)
O secțiune care este plană și perpendiculară pe axa barei înainte de deformare rămâne și după deformare tot plană și perpendiculară pe axa barei.